# بارنی رامسدن
بارنی رامسدن (انگلیسی: Barney Ramsden; ۸ نوامبر ۱۹۱۷ – نوامبر ۱۹۷۶) بازیکن فوتبال حرفه‌ای اهل شفیلد، انگلستان بود. وی در پست دفاع بازی می‌کرد.
از باشگاه‌هایی که در آن بازی کرده‌است می‌توان به باشگاه فوتبال لیورپول اشاره کرد.